# Point of Rocks Bridge
Le Point of Rocks Bridge est un pont routier américain franchissant le Potomac entre le comté de Frederick dans le Maryland et le comté de Loudoun en Virginie. Ce pont en treillis construit en 1939 est emprunté par l'U.S. Route 15.